# Sant Salvador de Montmajor
L'església de Sant Salvador de Montmajor (o de Sant Salvador de Coll d'Alzina o Sant Salvador de l'Hospital) és un temple catòlic situat a Correà, al municipi de Montmajor, al Berguedà. Sant Salvador de Montmajor és d'estil medieval romànic, està en un estat de conservació dolent i desprotegit.

## Ubicació
Sant Salvador de Montmajor està en un lloc de fàcil accés, al km 12,200 de la carretera B-420 entre Montmajor i Cardona, davant de la casa de Cal Bisbe, a prop de la riera de l'Hospital.

## Característiques i estil
Sant Salvador de Montmajor és una església romànica. En l'actualitat està en ruïnes, ja que li manca la teulada. El seu mur meridional s'està derruint.
Sant Salvador és una església petita que té una sola nau i un absis semicircular a la banda oriental. A migjorn hi té una porta d'arc de mig punt adovellada. Es creu que tot i que la teulada exterior tenia dues vessants, l'església fou coberta amb volta de canó. Sant Salvador té una finestra petita al centre del seu absis i una altra al costat esquerre d'aquest. El temple és regular i té una superfície considerablement gran. Els seus murs es van reomplir amb pedres irregulars. En l'actualitat no hi ha cap element decoratiu interior.

## Història
Sant Salvador de Montmajor està situada a l'antic terme del Castell de Montmajor, a prop del camí ral que unia Berga amb Cardona. Es creu que a l'edat mitjana era una església sufragània de Sant Sadurní de Montmajor però fou atribuïda a Sant Martí de Correà el segle xiv. El 1337 hi ha un document que explica que el rector de Correà hi havia de celebrar quatre misses cada any. Situada en un territori límit entre el comtat de Berga i el comtat d'Urgell, formà part de la batllia de Cardona. El segle xviii va quedar sense culte, si tenim en compte que no està esmentada en el llistat d'esglésies parroquials o sufragànies del bisbat de Solsona.
Sant Salvador de Montmajor fou construïda durant el segle xii.